# USS LST-82
El USS LST-82 o USS ARL-6 fue un buque de desembarco de reparaciones clase Achelous de la Armada de los Estados Unidos durante la Segunda Guerra Mundial. Fue construido por el Jeffersonville Boat & Machine Co. en Jeffersonville, Indiana. Se le puso la quilla el 25 de marzo de 1943 y fue botado el 9 de junio del mismo año como «LST-82», aunque el 20 de julio fue redesignado «ARL-6». Estuvo comisionado con la Armada entre el 26 de julio y el 2 de agosto. Transferido al Reino Unido, sirvió con la Marina Real como «LSE-2». Regresó a los Estados Unidos el 21 de mayo de 1946 y su nombre fue quitado de la lista naval el 29 de octubre del mismo año.
El 20 de agosto de 1947, el país norteamericano vendió el LST-81 y LST-82 a la Argentina. El LST-82 prestó servicio con la Armada Argentina como «ARA Ingeniero Gadda (Q-22)» hasta el 6 de octubre de 1960.